# AirPods
AirPods jsou bezdrátová Bluetooth sluchátka do uší navržená a vyvinutá společností Apple. Jedná se o základní modely sluchátek od společnosti Apple, přičemž existuje střední třída AirPods Pro a vyšší třída AirPods Max. Kromě přehrávání zvuku AirPods obsahují mikrofon, který filtruje hluk na pozadí, a také vestavěné akcelerometry a optické senzory schopné detekovat klepnutí a zda jsou sluchátka umístěna v uchu. Zároveň se také automaticky synchronizují přes iCloud, a proto je uživatel může přepnout na jiné zařízení, které je přihlášené ke stejnému Apple ID.
AirPods první generace byly představeny 7. září 2016, přičemž do prodeje se dostaly až o pár měsíců později, 13. prosince téhož roku. 20. března 2019 byly staženy z prodeje, kdy je nahradila druhá generace s novějším čipsetem Apple H1. 26. října 2021 byly představeny AirPods třetí generace, s tím, že druhá generace zůstala v prodeji.

## Specifikace

### 1. generace
AirPods první generace obsahují systém na čipu Apple W1, který pomáhá sluchátkám optimalizovat využití baterie, audio připojení a obsahuje modul pro Bluetooth. Pokročilé funkce Apple W1 vyžadují zařízení se systémem iOS 10, macOS Sierra a watchOS 3 nebo novějšími. AirPods mohou také fungovat jako standardní Bluetooth sluchátka při připojení k jakémukoli zařízení, které podporuje Bluetooth 4.0 nebo vyšší, včetně notebooků s Windows a zařízení Android.
Uvnitř každého AirPodu se nacházejí dva mikrofony – jeden směřuje ven v úrovni uší a druhý ve spodní části stopky. Každý AirPod váží 4 g a jeho nabíjecí pouzdro váží 38 g. Sluchátka AirPods jsou schopna vydržet na jedno nabití přibližně pět hodin, s tím, že stačí jedna hodina pro nabití sluchátek z pouzdra na 100 %. Nabíjecí pouzdro navíc poskytuje dalších 24 hodin používání.
Výroba AirPods první generace byla ukončena 20. března 2019 poté, co byla vydána druhá generace.

### 2. generace
AirPods druhé generace mají stejný design jako první generace, ale mají aktualizované funkce. Obsahují nový systém na čipu Apple H1, který podporuje handsfree Siri, připojení Bluetooth 5.0, má rychlejší připojení k různým zařízením a poskytuje o hodinu hovoru navíc. V iOS 13.2 byla přidána funkce diktování zpráv pomocí Siri. Sluchátka AirPods druhé generace mají dvě verze nabíjecího pouzdra – AirPods se stejným nabíjecím pouzdrem jako první generace nebo za příplatek pouzdro s bezdrátovým nabíjením standardu Qi. Bezdrátové nabíjecí pouzdro lze také zakoupit samostatně a je kompatibilní i s první generací AirPods. Zároveň má nabíjecí pouzdro přemístěnou LED diodu, která značí stav nabíjení, na přední, vnější, stranu.
Druhá generace AirPods zůstala v prodeji i po vydání třetí generace v říjnu 2021, ale se snížením ceny.

### 3. generace
AirPods mají přepracovaný design, jelikož mají kratšími stopky, podobné AirPods Pro, a používají podobné dotykové ovládání. AirPods třetí generace také zahrnují podporu prostorového zvuku Spatial Audio a Dolby Atmos, voděodolnost IPX4, detekci ucha a pouzdro podporující bezdrátové nabíjení nejen Qi, ale i MagSafe. Apple také uvádí zvýšenou výdrž baterie, přičemž AirPods 3. generace údajně vydrží šest hodin a nabíjecí pouzdro poskytne až 30 hodin celkového času.
Třetí generace AirPods byla vydána 26. října 2021 a v září 2022 Apple vydal levnější variantu s nabíjecím pouzdrem, které postrádá kompatibilitu nabíjení Qi a MagSafe.

## Kompabilita
AirPods jsou kompatibilní s jakýmkoli zařízením, které podporuje Bluetooth 4.0 nebo vyšší, včetně zařízení Android a Windows, i když určité funkce, jako je automatické přepínání mezi zařízeními, nebo na 2. a 3. generaci Siri, jsou dostupné pouze na zařízeních Apple.
AirPods první generace jsou plně kompatibilní s modely iPhone, iPad a iPod touch s iOS 10 nebo novějším, modely Apple Watch s watchOS 3 nebo novějším a modely Mac s macOS Sierra nebo novějším.
AirPods druhé generace jsou plně kompatibilní se zařízeními se systémem iOS 12.2 nebo novějším, macOS Mojave 10.14.4 nebo novějším a watchOS 5.2 nebo novějším.
AirPods třetí generace jsou plně kompatibilní se zařízeními s iOS 15.1 nebo novějším, iPadOS 15.1 nebo novějším, macOS Monterey nebo novějším a watchOS 8.1 nebo novějším.

## Prodej
Analytici odhadují, že Apple prodal v roce 2017 mezi 14 miliony a 16 miliony kusů AirPods. V roce 2018 byly AirPods nejoblíbenějším příslušenstvím společnosti Apple s 35 miliony prodaných kusů. O rok později, v roce 2019, se prodalo dohromady téměř 60 milionů kusů, za zhruba 10–12 miliard dolarů. Analytici odhadují, že AirPods tvoří 60 % celosvětového trhu bezdrátových sluchátek, a že 5–7 % příjmů Applu za rok 2019 z AirPods pochází z náhradních sluchátek a pouzder. Dle analytiků prodal Apple v roce 2021 přibližně 120 milionů párů sluchátek.

## Kultovní dopad
V den oznámení byly AirPods srovnávány s dříve existujícími EarPods (2012–dodnes) od Apple, přičemž The Verge poznamenal: "Vypadají... jako staré EarPods, jen s odstřiženými dráty." Na začátku byly mnohými vysmívány kvůli svému nezvyklému designu (včetně otázky CNN "Nosili by si lidé opravdu tyto věci?" v roce 2016), avšak jejich popularita rychle rostla a byly zvoleny nejoblíbenější značkou "sluchátek" roku 2019.
Na konferenci Apple v roce 2019 označil CEO Tim Cook AirPods za "nic méně než kulturní jev". AirPods se staly virálním fenoménem s memy šířícími se po internetu týkajícími se jejich vzhledu a souvislosti s odstraněním konektoru pro sluchátka u iPhonů. Nicméně, s časem se AirPods staly známými jako statusový symbol.

### Kritika
AirPods byly kritizovány kvůli své vysoké ceně; nicméně při uvedení na trh byly ve skutečnosti levnější než většina "bezdrátových" sluchátek na trhu (např. Samsung Gear IconX a Bragi Dash) a zůstaly cenově konkurenceschopné ve srovnání se podobnými produkty od jiných předních značek.
Vzhledem k tomu, že AirPods lze snadno nosit po delší dobu, měly také vliv na to, jak lidé spolu komunikují. Mít sluchátka v uších je obecně vnímáno jako signál "nerušit", a někteří uživatelé AirPods tuto skutečnost využívají k tomu, aby strategicky vyhnuli nepříjemným malým rozhovorům. Ale v kolaborativním pracovním prostředí bylo neustálé používání AirPods někdy interpretováno jako známka nedůvěry vůči spolupracovníkům, což způsobilo konflikty v kanceláři.
Další významnou kritikou byl problém, který způsobil rychlou spotřebu baterie nabíjecího pouzdra i přesto, že AirPods nebyly používány. Uživatelé hlásili, že baterie nabíjecího pouzdra se vybíjí až o 30 % denně, když jsou nečinné. Na to Apple reagoval vydáním aktualizace firmwaru (verze 3.5.1) pro AirPods, která řešila problémy s konektivitou a vybíjením baterie. Studenti a vysokoškolští profesoři na George Washington University uvedli, že AirPods snížily sociální interakce studentů v jejich každodenním životě.
Podle Financial Times jsou AirPods obtížné, pokud ne nemožné k recyklaci, a nejsou navrženy tak, aby byly opravitelné.